# クリストーバル・コロン (装甲巡洋艦)
| 竣工直後の本艦 | |
| 艦歴           | |
| 発注           | |
| 起工           | 1895年 |
| 進水           | 1896年9月 |
| 就役           | 1897年 |
| 退役           | |
| その後         | 米西戦争で戦没。 |
| 除籍           | |
| 前級           | エンペラドル・カルロス5世 |
| 次級           | プリンセサ・デ・アストゥリアス級 |
| 性能諸元       | |
| 排水量         | 常備：7,970トン 満載：8,100トン |
| 全長           | 111.8mm |
| 水線長         | 104.9m |
| 全幅           | 18.2m |
| 吃水           | 6.9m(常備)、7.1m(満載) |
| 機関           | ベルヴィール式石炭・重油混焼水管缶24基 ＋直立型三段膨張式レシプロ機関 2基2軸推進 |
| 最大出力       | 14,713hp |
| 最大速力       | 20.02ノット |
| 航続距離       | 10ノット/4,400海里 |
| 燃料           | 石炭：1,070トン（満載） |
| 乗員           | 510～590名 |
| 兵装           | 1886年型 24cm（42口径）単装砲2基 1892年型 15.2cm（40口径）単装速射砲14基 1891年型 12cm（40口径）単装速射砲6基 5.7cm（40口径）単装速射砲10基 オチキス 3.7cm（43口径）単装機砲10基 22mm機関銃2丁 45.7cm水上魚雷発射管単装4基 45.7cm水中魚雷発射管1基 |
| 装甲           | 舷側：80～122mm（水線面） 甲板：25mm（水平部）、38mm（傾斜部） 主砲バーベット部：122mm 副砲ケースメイト部：150mm 司令塔：122mm |

クリストーバル・コロン (Cristóbal Colón) は、スペイン海軍初の装甲巡洋艦。設計と建造はイタリアで、イタリア海軍の「ジュゼッペ･ガリバルディ級」の1隻を建造中に取得したもので同型艦はない。艦名はスペインの援助を受けて最初にアメリカ海域へ到達したクリストファー・コロンブス（クリストバル・コロン）に因む。

## 概要
本艦は1895年に起工、1896年9月に進水したが、直後にスペインが購入し1897年5月16日にジェノバにてスペイン海軍のものとなった。しかし、スペイン海軍では元設計にあった25.4cm砲を拒否したため、引渡し時には本艦には主砲は未搭載であり、後にスペインにてスペイン海軍の新型砲である「Model 1896 24cm(42口径)砲」を搭載した点が姉妹艦と異なる特徴である。この9.84インチ砲は欠陥品で使用に耐えなかったので、米西戦争の直前に軍事委員会によって9.92インチ砲に換装する計画が立てられたが実現しないまま出港し、サンチャゴ・デ・キューバ海戦でアメリカ海軍の追跡を受けて最後まで戦ったが自沈した。

## 艦形

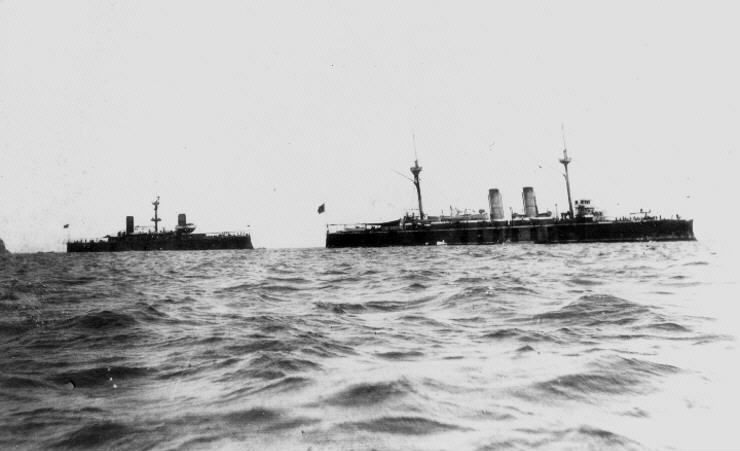
本艦とインファンタ・マリア・テレサ級装甲巡洋艦「ビスカヤ」を撮影した写真。

本艦の基本設計は同年代のイタリア海軍の前弩級戦艦「エマニュエレ・フィリベルト級」の艦形を小型化し、装甲を減じ、代わりに速力を増加した艦として設計士官エドアルドマスデアの手により纏められた。
船体形状は当時の主流である平甲板型船体で、艦首水面下に衝角を持つ艦首から前部甲板上に前向きに単装式の「Model 1896 24cm(42口径)砲」を露砲塔で1基を配置、艦橋構造は司令塔を下部に組み込んだ船橋を両側に持つ箱型艦橋の背後の2本煙突は機関の缶室分離配置のために前後に放されており、船体中央部に二段の見張り所を持つ主マストが1本立ち、各見張り所には対水雷艇用に3.7cm単装機砲が前後に1基ずつ配置されていた。煙突の周囲には艦内への吸気用として煙管型の通風筒が立てられている。
煙突の周囲は艦載艇置き場となっており、その後ろは後ろ向きに24cm露砲塔1基が配置。左右の舷側には1番煙突から2番煙突の間には15.2cm単装副砲が甲板上に2基、舷側ケースメイト配置で5基配置され片舷7基計14門搭載された。
防御装甲は舷側水線部に122mmの装甲が貼られており、装甲厚は排水量に比較して厚かった。また、主砲のバーベット部こそ122mmもあったが、他のジュゼッペ･ガリバルディ級の多くが砲塔形式であるのに対し、本艦はバーベットから上は断片防御程度の装甲で出来た防護盾を主砲基部に被せてあるだけの露砲塔であり完全な砲塔形式ではない。

## 武装

### 主砲

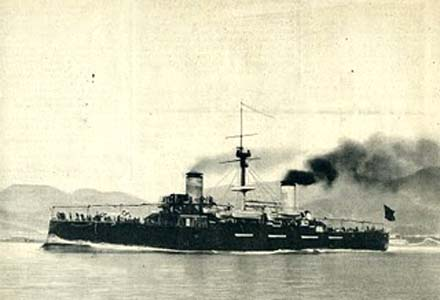
左舷から撮影された本艦。主砲は未装備のため砲身が見えない。

主砲は国産の「1886年型 24cm（42口径）砲」を搭載予定であった。この砲はフランスに発注した前弩級戦艦「ペラヨ」の副砲や装甲巡洋艦「インファンタ・マリア・テレサ級」の主砲にも採用された「1883年型 28cm（35口径）砲」を元にスペイン国内の工廠にて国産された砲である。その性能は150kgの重量級砲弾を、最大仰角20度で14,000mまで届かせられ、射程4,200mでクルップ鋼板に対し24.8cmの貫通能力を、14,000mで84cmの貫通能力を有していた。
この砲を新設計の単装式の露砲塔に収める設計であった。本艦の露砲塔はバーベットの最厚部で122mmに達する強固なものであった。砲塔の俯仰能力は仰角20度・俯角5度である。旋回角度は単体首尾線方向を0度として左右125度の旋回角度を持つ、主砲身の俯仰・砲塔の旋回・砲弾の揚弾・装填は主に電動で行われ、補助に人力を必要とした。発射速度は1分間に1発であった。
しかし、実際には主砲未装備のままで就役し、沈没時までそのままであった。

### その他の備砲・水雷兵装
副砲は建造元のイタリアがイギリス企業に依存していたため「アームストロング 1892年型 15.2cm（40口径）速射砲」を採用した。この砲はイギリス前弩級戦艦「ロイヤル・サブリン級」やイタリア前弩級戦艦「レ・ウンベルト級」の副砲にも採用されている優秀砲である。その性能は45.3kgの砲弾を、最大仰角15度で9,140mまで届かせられた。この砲を単装砲架で舷側ケースメイト（砲郭）配置で片舷6基ずつ計12基を配置した。俯仰能力は仰角15度・俯角3度である。旋回角度は舷側方向を0度として左右150度の旋回角度を持つ、砲身の俯仰・砲塔の旋回・砲弾の揚弾・装填は主に人力を必要とした。発射速度は1分間に5～7発と速かったであった。
他に対水雷艇迎撃用に「アームストロング 1891年型 12cm（40口径）速射砲」を単装砲架で6基、「アームストロング 1884年型 5.7cm（40口径）速射砲」を単装砲架で10基、「オチキス 3.7cm（43口径）機砲」を単装砲架で10基、22mm機関銃を2丁を装備した。対艦攻撃用に45.7cm水上魚雷発射管を舷側部に単装発射管を片舷2基の計4基、艦首部に45.7cm水中魚雷発射管1基を配置するなど小型の船体に数多くの武装を配置していた。

## 防御
本艦の防御力は排水量の割に優秀で、舷側装甲は末端部でさえ80mm、中央部は122mmにも達する重厚な水線部装甲を持っていた。砲塔防御も前盾が122mmもあった。

## 参考図書
- 「Conway All The World's Fightingships 1860-1905」（Conway）
- 「世界の艦船 増刊　イタリア巡洋艦史」（海人社）